# إطار توصيف الموارد
إطار توصيف الموارد هو مجموعة من معايير رابطة الشبكة العالمية(W3C) التي صممت بداية كبيانات وصفية لنماذج بيانات. بدأ استخدامها كمنهج لعام لوصف المفاهيم، أو نمذجة المعلومات الموجودة في موارد الوب باستخدام أشكال قواعد (Syntax) متنوعة.
يسمح RDF بالتوافق بين بعض التطبيقات التي تتبادل معلومات غير رسمية وغير مرتبة على شبكة الإنترنت وذلك عبر ترميز الوثائق غير المنظمة، وتوفير واجهة للتطبيقات وللوثائق المنظمة (مثل قواعد البيانات، GED، الخ).
تم نشر مواصفات Spécifications) RDF 1.1) في عام 2014.

## الأساسيات
تتكون وثيقة منظمة «آر دي إف» من مجموعة من الثلاثيات.
ثلاثية آر دي إف هي مجموعة :
```
(الموضوع، المسند، الشيء) أي (Subject, predicate, object)
```

- الموضوع : هو المورد الذي يتم وصفه
- المسند : يمثل الخاصية التي تطبق على هذا المورد
- الشيء : إما معطى أو مورد آخر، وهو قيمة تلك الخاصية.

يمكن أن نمثل الموضوع أو الشيء (في حال إذا كان مورد) بمعرف الموارد الموحد (URI) أو بعقدة مجهولة. أما المسند فهو بالضرورة ممثل بمعرف الموارد الموحد.

## مفردات آر دي إف RDF
هيكل RDF هو عام جدا ويعتبر الأساس لعدد من المفردات المخصصة أو الأنماط لتطبيقات محددة.بعض هذه المفردات محددة من قبل W3C، مثل لغات الأنطولوجيا RDFS وOWL، أو SKOS لتمثيل الموسوعات والمعاجم والمفردات المهيكلة الأخرى.هناك مفردات RDF أخرى، لم يحددها W3C، ومع ذلك، تستخدم على نطاق واسع وهي المعايير الفعلية في مجتمع الويب الدلالي، مثل FOAF الذي يهدف لتمثيل الأشخاص.

## لغة الاستعلام
وقد تم تطوير العديد من لغات الاستعلام لطلب معلومات والاستعلام من الرسوم البيانية ل RDF. لغة SPARQL التي وضعتها W3C، كانت متجهة لتصبح المعيار في هذا المجال.
هنا مثال للغة الاستعلام SPARQL :
```
PREFIX
 
foaf
:
 
<
http
:
//
xmlns
.
com
/
foaf
/
0
.
1
/>

SELECT
 
?
name
 
?
mbox

WHERE

  
{
 
?
x
 
foaf
:
name
 
?
name
.

    
?
x
 
foaf
:
mbox
 
?
mbox
 
}

```

إذا طبقنا هذا الاستعلام على الرسم البياني RDF التالي (في شكل Turtle )
```
@prefix foaf: <http://xmlns.com/foaf/0.1/> .

<http://jlow.me> foaf:name  "Johnny Lee Outlaw" .
<http://jlow.me> foaf:mbox  <mailto:jlow@jlow.me> .
<http://peter.me> foaf:name  "Peter Goodguy" .
<http://peter.me> foaf:mbox  <mailto:peter@peter.me> .
<http://carol.me> foaf:mbox  <mailto:carol@carol.me> .
```

نحصل على النتيجة التالية:
| name                | mbox                    |
| ------------------- | ----------------------- |
| "Johnny Lee Outlaw" | <mailto:jlow@jlow.me>   |
| "Peter Goodguy"     | <mailto:peter@peter.me> |